# 康内留斯·杨森

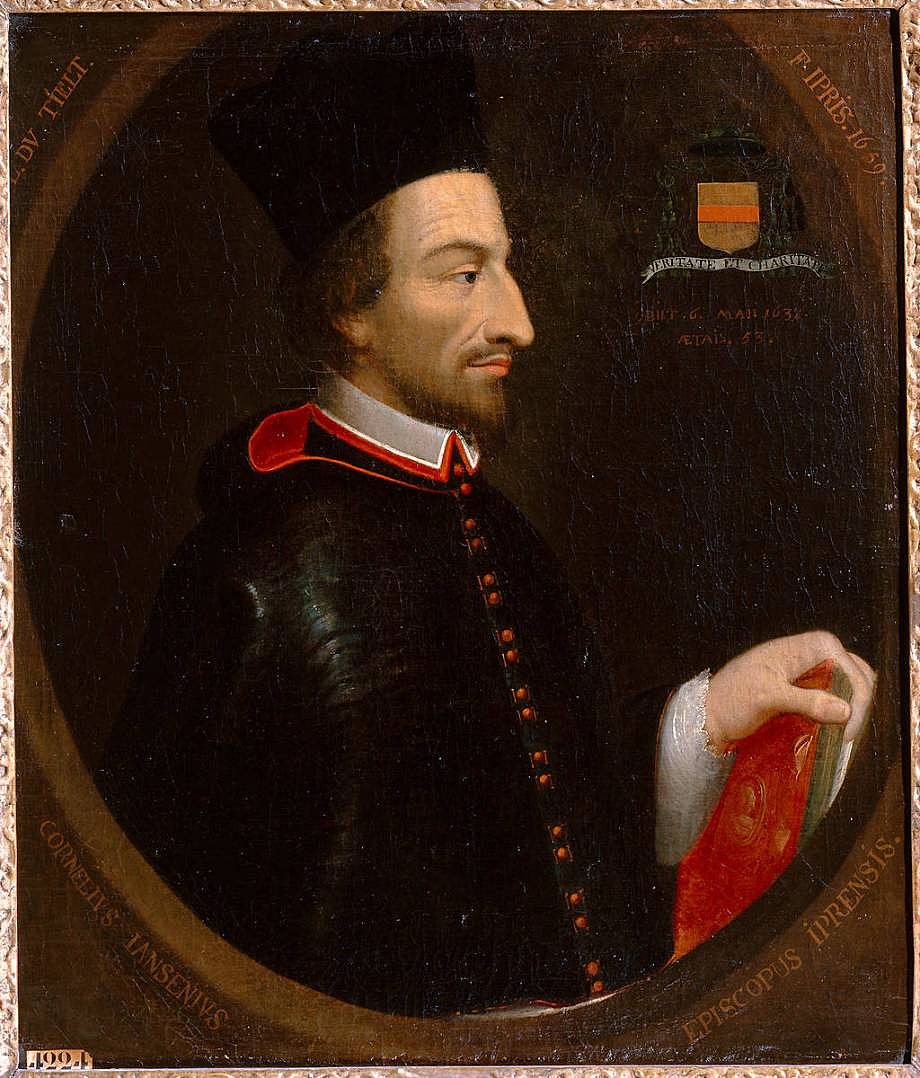
康内留斯·杨森像

康内留斯·杨森（拉丁語：Cornelius Jansenius，又作；1585年10月28日—1638年5月6日；又译詹森），荷兰神學家。曾就读于鲁汶大学，並於1635年担任該校校长。杨森吸收了圣奥古斯丁與約翰·克爾文的預選說教义，創立了天主教的杨森派。1611年至1614年，於法国主持教区学院，1635年任伊普尔主教，1638年死于鼠疫。